# Diecéze Agathopolis
Diecéze Agathopolis je titulární diecéze římskokatolické církve.

## Historie
Agathopolis, ztotožnitelný s městem Achtopol v dnešním Bulharsku, je starobylé biskupské sídlo nacházející se v bývalé římské provincii Hæmimontus. Bylo součástí konstantinopolského patriarchátu a sufragánnou arcidiecéze Hadrianopolis v Hæmimontu.
Neznáme žádné biskupy tohoto sídla. 
Dnes je využívána jako titulární biskupské sídlo a v současnosti nemá svého titulárního biskupa.

## Seznam titulárních biskupů
- Thomas Weldner, O.F.M. (1461–1470)
- François Pottier, M.E.P. (1767–1792)
- Giacomo Pisani (1786–?)
- Gregorio Muccioli (1822–1837)
- François-Adélaïde-Adolphe Lannéluc (1839–1839)
- Gesualdo Vitali (1852–1865)
- Louis Bel, C.M. (1865–1868)
- Franz Adolf Namszanowski (1868–1900)
- Balthasar Kaltner (1901–1910)
- Camillo Francesco Carrara, O.F.M. Cap. (1911–1924)
- Pedro Pascual Miguel y Martínez, O. de M. (1924–1926)
- Joseph-Romuald Léonard (1926–1931)
- Joseph-Tobie Mariétan, C.R.A. (1931–1943)
- Casimiro Morcillo González (1943–1950)
- Frane Franić (1950–1960)
- Laurent Noël (1963–1975)
- Robert Mikhail Moskal (1981–1983)
- Michael Kuchmiak, C.SS.R. (1988–2008)